# Râul Gârcinul Mare
Râul Gârcinul Mare este unul din cele două brațe care formează Râul Gârcin. 